# Jurij Paljk
Jurij Paljk, novinar, urednik, pesnik, pisatelj, * 27. julij 1957, Velike Žablje.

## Življenje in delo
Rodil se je v Vipavski dolini, oče je bil Jožef, kmet, mati Vijolanda (rojena Štokelj), kmetica. Obvezno šolanje je opravil v Vipavskem Križu, Skriljah in Dobravljah, nato se je vpisal v Srednjo versko šolo (kasneje so jo imenovali malo semenišče) in maturiral leta 1976. Nato je moral na obvezno vojaško služenje najprej v Vojvodino in kasneje v Beograd. Po vojaščini se je leta 1978 želel vpisati na Univerzo v Ljubljani, a mu niso priznali mature, zato se je zaposlil v Rožni Dolini pri Gorici in je istočasno ponovil maturo v Trstu na znanstvenem liceju France Prešeren. Ker ga vseeno niso sprejeli na ljubljansko univerzo (čeprav bi morala matura s slovenske tržaške višje šole polnopravno veljati), se je vpisal na Univerzo v Trstu in študiral medicino in filozofijo. Hitro je stopil v stik s tamkajšnimi Slovenci in se vključeval v njihovo delovanje, sodeloval je z Radijem Trst A, za katerega je pisal novele, knjižne ocene, leposlovne cikle o različnih tematikah, sodeloval je pri kulturni kroniki in pri oddaji Goriški val. Nato je začel sodelovati pri slovenskem zamejskem periodičnem tisku in je kot svoboden publicist pisal za Primorski dnevnik, Novi list, Katoliški glas, Mladiko, Pretoke, Koledar Goriške Mohorjeve družbe, Jadranski koledar in druge zamejske publikacije. Od julija leta 1992 je vpisan v novinarsko zbornico Furlanije Juliske krajine, od leta 1998 kot profesionalni časnikar. Od leta 2003 do upokojitve leta 2024 je bil odgovorni urednik tednika Novi glas.
Jurij Paljk je tudi čustveni pesnik. Že leta 1986 je izšla njegova prva pesniška zbirka Soba 150. Pesmi so mu sredstvo za izražanje bolečine, razoračanja, hrepenenja, etičnih uvidov, tudi avtokritike, njegove pesmi so izpoved bivanjske tragike človeka, v njih odmeva iskanje Boga in smisla, pesniški jezik pa je stvaren, naraven. Sledilo je še kar nekaj pesniških zbirk, leta 1994 Nemir, leta 1997 Nedorečenemu. Njegove pesmi so tudi prevedene v italijanščino in furlanščino (a tudi v češčino in angleščino), kot npr. zbirka Kako je krhko : dvojezična antologijska zbirka pesmi = Com'è fragile : scelta antologica di poesie con testo a fronte. Jurij Paljk pa piše tudi v prozi, saj je marsikaj želel izpovedati tudi v literarnem načinu, tako je izdal kar nekaj knjig: leta 2001 Očetovstvo malo drugače, leta 2005 O kruhu in naših stvareh, leta 2014 Kaj sploh počnem tukaj? Jurij Paljk je član Društva slovenskih pisateljev in PEN, s svojo poezijo je prisoten tudi v več dvojezičnih antologijah v Italiji.
Jurij Paljk je vsestransko vključen v kulturno delovanje Slovencev v Italiji, družino si je ustvaril leta 1988 in odtlej živi v kraju Terzo pri Ogleju, a je stalno prisoten po celotni deželi Furlaniji Julijski krajini, saj ima najrazličnejša zanimanja (od slikarstva do rock glasbe). Član je Upravnega odbora Prešernovega sklada iz Ljubljane.
Leta 2014 je prejel literarno nagrado vstajenje za knjigo Kaj sploh počnem tukaj?
Leta 2015 so ga v Italiji imenovali za Viteza Republike (Cavaliere della Repubblica), za svoje zasluge.
Leta 2019 je bil izvoljen v upravni svet vsedržavne Zveze katoliških tednikov v Italiji - Federazione italiana stampa cattolica (FISC) - kot prvi slovenski urednik doslej.
Leta 2020 je prejel častno priznanje Boruta Meška za posebne dosežke na področju medijskega osveščanja slovenske družbe, ki ga vsako leto podeljuje Združenje novinarjev in publicistov (ZNP) v Sloveniji.